# DM i landevejscykling 2025 – Linjeløb (U23 damer)
U23-damernes linjeløb ved DM i landevejscykling 2025 blev afholdt søndag den 29. juni 2025 i og omkring Aalborg i forbindelse med DM-ugen. Det var den 3. udgave af danmarksmesterskabet siden den første udgave i 2023. Det 124 km lange linjeløb med en samlet stigning på 850 m havde start og målstreg ved Aalborg Havn.
U23-rytterne kørte samtidig med elite- og U19-rytterne, der var en del af feltet. Hvis en U23-rytter kom først over målstregen, blev denne både danmarksmester for elite og U23. Ligeså gjaldt det hvis en U23-rytter eksempelvis blev samlet nummer to i feltet, og var første U23-rytter, vandt hun sølvmedalje for eliten og blev U23-danmarksmester. Den forsvarende mester, 19-årige Alberte Greve fra Uno-X Mobility, vandt løbet suverænt, da hun efter et langt udbrud, kørte solo over målstregen med et forspring på 1.12 minut til holdkammerat Solbjørk Minke Anderson. Silje Weitze Antvorskov fra Team Friis ABC ACR tog sig af bronzemedaljen. Alberte Greve blev også danmarksmester for eliten.

## Ruten
Efter starten skulle rytterne en tur nord for Aalborg. Da de kom tilbage mod Nørresundby og Aalborg, ventede der tre omgange på en rundstrækning, og seks passager af Limfjordsbroen, inden målstregen kom på selve broen.

## Resultat
| \| Samlede stilling \| Samlede stilling \| Samlede stilling \| Samlede stilling \| Samlede stilling \| \| Rytter \| Rytter \| Hold \| Tid \| \| \| ---------------- \| ------------------------------- \| -------------------------------- \| ---------------- \| ---------------- \| \| 1. \| Alberte Greve \| Uno-X Mobility \| 3t 19' 58" \| \| \| 2. \| Solbjørk Minke Anderson \| Uno-X Mobility \| + 1' 12" \| \| \| 3. \| Silje Weitze Antvorskov \| Team Friis ABC ACR \| + 1' 23" \| \| \| 4. \| Olympia Bianca Norrid-Mortensen \| Team Torelli \| + 1' 45" \| \| \| 5. \| Gertrud Riis Madsen \| Aalborg-Sparekassen Danmark Dame \| + 1' 51" \| \| \| 6. \| Ida Krickau Ketelsen \| CJ O'Shea Racing \| + 1' 53" \| \| \| 7. \| Caroline Sofie Poulsen \| Holbæk Cykelsport \| + 2' 53" \| \| \| 8. \| Johanne Resen \| Team Sydbank Quooker Njord Law \| + 6' 01" \| \| \| 9. \| Anna Margrethe Hansen \| Team Friis ABC ACR \| + 6' 09" \| \| \| 10. \| Sofie Carstensen \| Team SCC Women Elite \| + 6' 31" \| \| |                                 |                                  |            |
| |                                 |                                  |            |
| |                                 |                                  |            |
| Samlede stilling |                                 |                                  |            |
| Rytter | Rytter                          | Hold                             | Tid        |
| 1. | Alberte Greve                   | Uno-X Mobility                   | 3t 19' 58" |
| 2. | Solbjørk Minke Anderson         | Uno-X Mobility                   | + 1' 12"   |
| 3. | Silje Weitze Antvorskov         | Team Friis ABC ACR               | + 1' 23"   |
| 4. | Olympia Bianca Norrid-Mortensen | Team Torelli                     | + 1' 45"   |
| 5. | Gertrud Riis Madsen             | Aalborg-Sparekassen Danmark Dame | + 1' 51"   |
| 6. | Ida Krickau Ketelsen            | CJ O'Shea Racing                 | + 1' 53"   |
| 7. | Caroline Sofie Poulsen          | Holbæk Cykelsport                | + 2' 53"   |
| 8. | Johanne Resen                   | Team Sydbank Quooker Njord Law   | + 6' 01"   |
| 9. | Anna Margrethe Hansen           | Team Friis ABC ACR               | + 6' 09"   |
| 10. | Sofie Carstensen                | Team SCC Women Elite             | + 6' 31"   |

## Hold og ryttere
| UCI Women's WorldTeam- Uno-X Mobility UCI Women's Kontinentalhold- CJ O'Shea Racing DCU Elite Teams (4)- Team SCC Women Elite - Aalborg-Sparekassen Danmark Dame - Team Sydbank Quooker Njord Law - Team Friis ABC ACR Amatørkvindehold- Team Torelli Regional- og klubhold (2)- Aalborg Cykle-Ring - Holbæk Cykelsport |
| |

### Startliste
| Uno-X Mobility UXM | Uno-X Mobility UXM            | Uno-X Mobility UXM |
| ------------------ | ----------------------------- | ------------------ |
| Nr.                | Rytter                        | Placering          |
| 100                | Alberte Greve                 | 1.                 |
| 101                | Solbjørk Minke Anderson (DEN) | 2.                 |

| CJ O'Shea Racing AWO | CJ O'Shea Racing AWO | CJ O'Shea Racing AWO |
| -------------------- | -------------------- | -------------------- |
| Nr.                  | Rytter               | Placering            |
| 102                  | Ida Krickau Ketelsen | 6.                   |

| Team Friis ABC ACR ___ | Team Friis ABC ACR ___  | Team Friis ABC ACR ___ |
| ---------------------- | ----------------------- | ---------------------- |
| Nr.                    | Rytter                  | Placering              |
| 103                    | Silje Weitze Antvorskov | 3.                     |
| 104                    | Anna Margrethe Hansen   | 9.                     |

| Aalborg-Sparekassen Danmark Dame ___ | Aalborg-Sparekassen Danmark Dame ___ | Aalborg-Sparekassen Danmark Dame ___ |
| ------------------------------------ | ------------------------------------ | ------------------------------------ |
| Nr.                                  | Rytter                               | Placering                            |
| 105                                  | Fie Vinther Friis-Andersen           | DNF                                  |
| 106                                  | Gertrud Riis Madsen                  | 5.                                   |

| Team Sydbank Quooker Njord Law ___ | Team Sydbank Quooker Njord Law ___ | Team Sydbank Quooker Njord Law ___ |
| ---------------------------------- | ---------------------------------- | ---------------------------------- |
| Nr.                                | Rytter                             | Placering                          |
| 107                                | Johanne Resen                      | 8.                                 |
| 108                                | Laura Auerbach-Lind                | 12.                                |
| 109                                | Astrid Marie Bjørn Sørensen        | 11.                                |

| Holbæk Cykelsport ___ | Holbæk Cykelsport ___  | Holbæk Cykelsport ___ |
| --------------------- | ---------------------- | --------------------- |
| Nr.                   | Rytter                 | Placering             |
| 110                   | Caroline Sofie Poulsen | 7.                    |

| Team SCC Women Elite ___ | Team SCC Women Elite ___ | Team SCC Women Elite ___ |
| ------------------------ | ------------------------ | ------------------------ |
| Nr.                      | Rytter                   | Placering                |
| 111                      | Clara Westergaard        | DNF                      |

| Team Torelli ___ | Team Torelli ___                | Team Torelli ___ |
| ---------------- | ------------------------------- | ---------------- |
| Nr.              | Rytter                          | Placering        |
| 112              | Olympia Bianca Norrid-Mortensen | 4.               |

| Aalborg Cykle-Ring ___ | Aalborg Cykle-Ring ___  | Aalborg Cykle-Ring ___ |
| ---------------------- | ----------------------- | ---------------------- |
| Nr.                    | Rytter                  | Placering              |
| 113                    | Luna Marckmann Sørensen | DNF                    |

| Team SCC Women Elite ___ | Team SCC Women Elite ___ | Team SCC Women Elite ___ |
| ------------------------ | ------------------------ | ------------------------ |
| Nr.                      | Rytter                   | Placering                |
| 114                      | Sofie Carstensen         | 10.                      |
| 115                      | Julie Uhre               | DNF                      |

| Uno-X Mobility UXM | Uno-X Mobility UXM            | Uno-X Mobility UXM |
| ------------------ | ----------------------------- | ------------------ |
| Nr.                | Rytter                        | Placering          |
| 100                | Alberte Greve                 | 1.                 |
| 101                | Solbjørk Minke Anderson (DEN) | 2.                 |

| CJ O'Shea Racing AWO | CJ O'Shea Racing AWO | CJ O'Shea Racing AWO |
| -------------------- | -------------------- | -------------------- |
| Nr.                  | Rytter               | Placering            |
| 102                  | Ida Krickau Ketelsen | 6.                   |

| Team Friis ABC ACR ___ | Team Friis ABC ACR ___  | Team Friis ABC ACR ___ |
| ---------------------- | ----------------------- | ---------------------- |
| Nr.                    | Rytter                  | Placering              |
| 103                    | Silje Weitze Antvorskov | 3.                     |
| 104                    | Anna Margrethe Hansen   | 9.                     |

| Aalborg-Sparekassen Danmark Dame ___ | Aalborg-Sparekassen Danmark Dame ___ | Aalborg-Sparekassen Danmark Dame ___ |
| ------------------------------------ | ------------------------------------ | ------------------------------------ |
| Nr.                                  | Rytter                               | Placering                            |
| 105                                  | Fie Vinther Friis-Andersen           | DNF                                  |
| 106                                  | Gertrud Riis Madsen                  | 5.                                   |

| Team Sydbank Quooker Njord Law ___ | Team Sydbank Quooker Njord Law ___ | Team Sydbank Quooker Njord Law ___ |
| ---------------------------------- | ---------------------------------- | ---------------------------------- |
| Nr.                                | Rytter                             | Placering                          |
| 107                                | Johanne Resen                      | 8.                                 |
| 108                                | Laura Auerbach-Lind                | 12.                                |
| 109                                | Astrid Marie Bjørn Sørensen        | 11.                                |

| Holbæk Cykelsport ___ | Holbæk Cykelsport ___  | Holbæk Cykelsport ___ |
| --------------------- | ---------------------- | --------------------- |
| Nr.                   | Rytter                 | Placering             |
| 110                   | Caroline Sofie Poulsen | 7.                    |

| Team SCC Women Elite ___ | Team SCC Women Elite ___ | Team SCC Women Elite ___ |
| ------------------------ | ------------------------ | ------------------------ |
| Nr.                      | Rytter                   | Placering                |
| 111                      | Clara Westergaard        | DNF                      |

| Team Torelli ___ | Team Torelli ___                | Team Torelli ___ |
| ---------------- | ------------------------------- | ---------------- |
| Nr.              | Rytter                          | Placering        |
| 112              | Olympia Bianca Norrid-Mortensen | 4.               |

| Aalborg Cykle-Ring ___ | Aalborg Cykle-Ring ___  | Aalborg Cykle-Ring ___ |
| ---------------------- | ----------------------- | ---------------------- |
| Nr.                    | Rytter                  | Placering              |
| 113                    | Luna Marckmann Sørensen | DNF                    |

| Team SCC Women Elite ___ | Team SCC Women Elite ___ | Team SCC Women Elite ___ |
| ------------------------ | ------------------------ | ------------------------ |
| Nr.                      | Rytter                   | Placering                |
| 114                      | Sofie Carstensen         | 10.                      |
| 115                      | Julie Uhre               | DNF                      |